# Keskimmäinen (sjö i Villmanstrand, Södra Karelen)
Keskimmäinen är en sjö i kommunen Villmanstrand i landskapet Södra Karelen i Finland. Sjön ligger 70,2 meter över havet. Arean är 81 hektar och strandlinjen är 6,01 kilometer lång. Sjön  ingår i Vilajokis huvudavrinningsområde.   Den ligger omkring 15 km sydväst om Villmanstrand och omkring 190 km nordöst om Helsingfors. 
I sjön finns öarna Kaislikko och Kissasaari. Keskimmäinen ligger väster om Vilkjärvi. 